# Loxton (Noord-Kaap)
Loxton is een dorpje gelegen in de gemeente Ubuntu in de Karoo in de Zuid-Afrikaanse provincie Noord-Kaap. Het ligt 81 km ten westen van Victoria-West en 63 km ten zuiden van Carnarvon aan de voet van de Uitspanberg. Loxton is een belangrijk wolproductiecentrum en een van de grootste knoflook productiegebieden van Zuid-Afrika.
Het gebied rond Loxton is beroemd voor zijn bijenkorfvormige huizen, die rond de jaren 1810 gebouwd zijn door trekboeren en die uniek zijn voor het gebied. De laatste jaren maakt het plaatsje een opleving door als gevolg van mensen die zich er vestigen om grote stad te ontvluchten.

## Geschiedenis
De Nederduits-Gereformeerd kerk heeft in 1899 de boerderij Phezantefontein gekocht van A.E. Loxton als schapenboerderij. In 1905 is Loxton erkend als gemeente. In maart 1961 had het dorpje te maken met een grote ramp toen een dam stroomopwaarts doorbrak en het water een groot gedeelte van het plaatsje vernietigde. In het vlakbijgelegen oord "Taaibosfontein" is nog bosjesmankunst te zien.

## Personen geboren
- Ena Murray, Afrikaanse schrijfster.